# 岩井戸温泉 (福島県)
岩井戸温泉（いわいどおんせん）は、福島県双葉郡富岡町（旧国陸奥国、明治以降は磐城国）にあった温泉。
2011年3月に発生した福島第一原子力発電所事故の影響により警戒区域に含まれているため、以後、事実上来訪不可能の状態である。
2020年10月現在、帰宅困難区域外となり来訪は可能である。
建物等は無く、駐車場の後のみ確認できる。

## 泉質
- 単純炭酸鉄泉
  - 源泉温度11℃の冷鉱泉である。

## 温泉街
山間部に3軒の旅館が存在していた。歓楽的要素は全く無く、東日本大震災前では、農閑期の湯治場として機能している数少ない温泉だった。

## 歴史
開湯伝説によれば、白鳥が傷を癒していた泉があり、それに入浴するようになったのが温泉の始まりである。
江戸時代には既に「相馬の湯」と呼ばれており、開湯はそれ以前と考えられる。
旅館などが出来たのは明治時代になってからである。

## アクセス
- 鉄道 : 常磐線富岡駅よりタクシーで約10分。